# موتور سیدشاهک زهی
موتور سیدشاهک زهی یک منطقهٔ مسکونی در ایران است که در دهستان حومه (ایرانشهر) واقع شده‌است. موتور سیدشاهک زهی ۳۶ نفر جمعیت دارد.